# Pave Markus
Pave Markus 1. (død 7. oktober 336) blev valgt til pave 18. januar 336 og nåede derfor kun at være pave i knap ni måneder.
Det er blevet nævnt i Liber Pontificalis, at han var romer, og at hans far hed Priscus, men ellers er det yderst begrænset, hvad der kendes til hans tidlige liv. 
Der er tegn på, at de første lister over biskopper og martyrer kendt som Depositio episcoporum og Depositio martyrum blev påbegyndt under Markus' regeringstid. Markus udstedte også en konstitution, der bekræftede biskoppen af Ostias ret til at indsætte nyvalgte paver. Grundlæggelsen af San Marco-basilikaen i Rom samt Juxta Pallacinis-basilikaen lige uden for byen henregnes endvidere til Markus' meriter.
Markus' død havde naturlige årsager, og han blev begravet i Balbina-katakomben, hvortil han havde opført kirken. Han har navnedag på sin dødsdato.